# Chalepus bacchus
Chalepus bacchus is een keversoort uit de familie bladkevers (Chrysomelidae). De wetenschappelijke naam van de soort werd in 1841 gepubliceerd door Edward Newman.